# 史卓菲 (悉尼)
史卓菲（英語：Strathfield）（粵語譯名：士打菲）是位于澳大利亚悉尼市内西区的一个市區（suburb），它距离悉尼市中心约12公里，也是史卓菲自治市的行政中心。城镇北部的铁路线有一小部分坐落于加拿大湾市的地方政府区域，同时林荫大道北部的一片区域属于宝活（Burwood）自治市行政区的范围。北史卓菲和南史卓菲是两个单独的區，它们分别位于北部方向和南部方向。

## 历史
史卓菲最初为澳大利亚原住民部落，伴随着政府增地问题，欧洲殖民开始于1793年。1808年，詹姆斯·威尔希尔获得了一片土地，它占领了如今史卓菲区的最大的面积。在1867年，这块土地被分割出去并且以‘雷德麦尔房地产’（Redmire Estate）的名义进行销售,这促进了以‘雷德麦尔’为镇名的地区房产开发。到了1885年，因为足够数量的人居住在该地区，保证了当地政府的成立，于是，雷德麦尔区更名为史卓菲.C.1886。史卓菲这个名字来源于一座名为‘史卓菲房’的房子，它最早被叫做‘史卓菲萨耶’。在1885年，史卓菲委员会正式成立。

### 史卓菲的诞生
1808年，麦考瑞州长授予詹姆斯.威尔希尔243英亩土地，后又在1810年被重新批准。所有权在1824年被转移到前科犯萨缪尔.特里手中。之后这片土地就被认作为雷德麦尔地产。迈克尔.琼斯曾说，这个名字可能来源于他位于约克郡的家乡，又或是‘红黏土史卓菲地区’。土地分化是在1867年开始的，早年的一位一度是悉尼的市长沃尔特.雷尼，他在1868年修建了那栋被称为‘史卓菲萨耶’的房子，这个名字可能来源于位于雷丁，伯克郡的惠灵顿官邸的一位公爵，也可能来源于曾经运送过大量移民去往澳洲的同名运输船。这些移民当中包括亨利.帕克斯。然而，这艘运输船的名字可能也来源于那位公爵官邸，因为这艘船是在他死后为了纪念他而修建。史卓菲大道的人行道上有一个标记着‘史卓菲萨耶’具体地点的牌匾，牌匾上记载着最有可能的原始地所在处（尽管牌匾上的一些文字准许出错）。本地历史凯西.琼斯表示“史卓菲萨耶‘的所有权被转移过几次，包括被转移给戴维森.尼克（Davidson.Nichol），也正是他把 ‘史卓菲房‘的名字缩短为’史卓菲’。
当雷德麦尔的区民向新南威尔士州政府请愿之后，史卓菲在1885年六月二日由新州州长奥古斯图.罗夫塔斯宣告成立。康寶樹（Homebush）和德里特镇（Druitt Town）（现在的南史卓菲地区）两地的居民联合请愿失败，因此本地区之所以命名为史卓菲是为了在康寶樹和雷德麦尔两地的对立中表示中立态度。

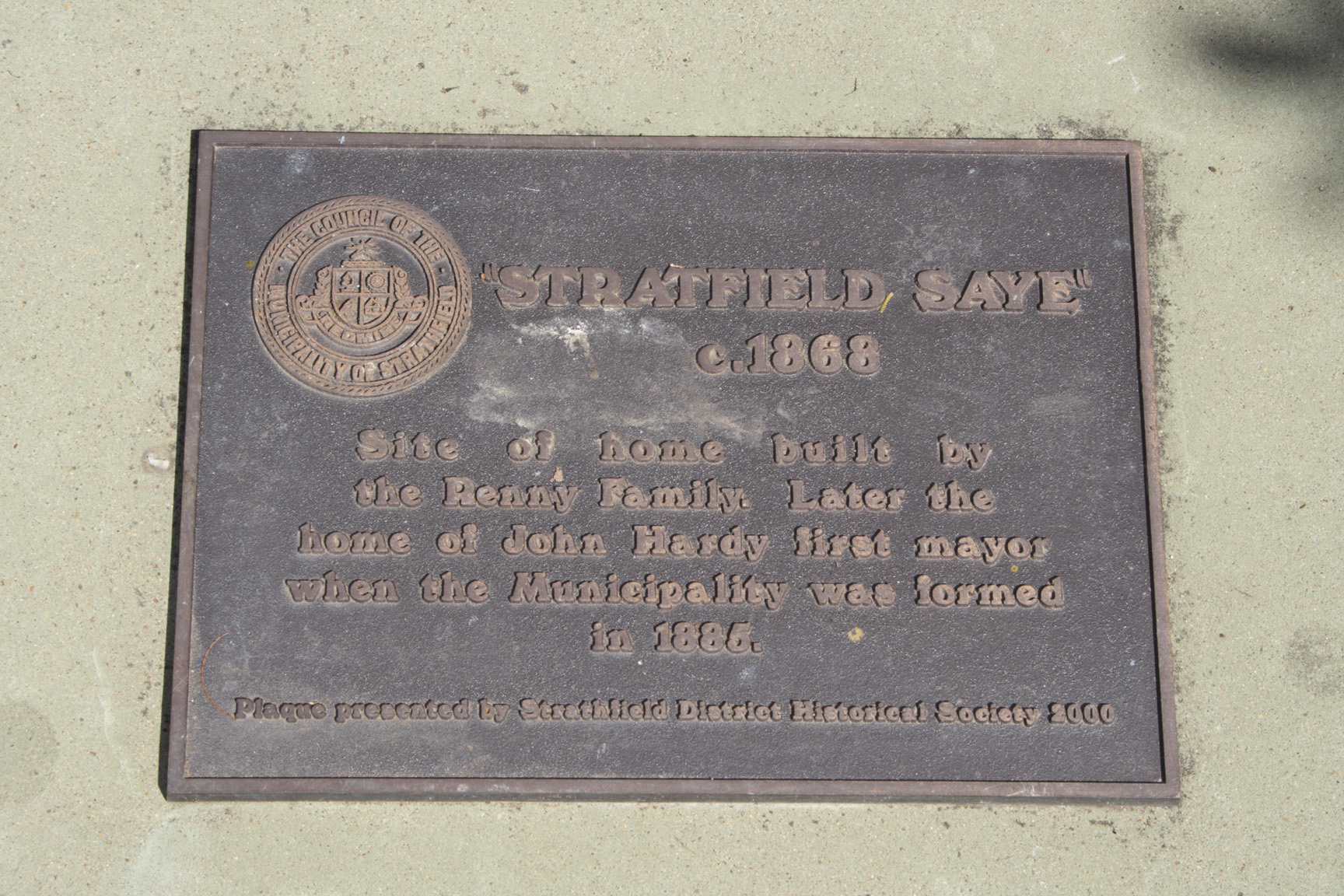
Strathfield Saye plaque